# Rybaxis longicornis
Rybaxis longicornis är en skalbaggsart som först beskrevs av Leach 1817.  Rybaxis longicornis ingår i släktet Rybaxis, och familjen kortvingar. Arten är reproducerande i Sverige.